# Inji
Inji, née vers 1960 et morte en janvier 2021 au zoo de l'Oregon, à Portland, est une femelle orang-outang vivant en captivité, la plus âgée de son espèce.

## Biographie
Originaire de Sumatra (Indonésie), elle arrive au zoo de l'Oregon, à Portland, à l'âge d'un an, le 30 janvier 1961. Le commerce d'animaux sauvages, cause de son arrivée au zoo, est alors légal. Elle dépasse la longévité des orangs-outangs de deux décennies (atteignant l'âge de soixante-et-un ans). En 2021, sa santé se dégrade en dépit de traitements médicaux, ce qui contraint les vétérinaires du zoo à l'euthanasier. D'après Asaba Mukobi, soignant des primates, Inji noue des relations avec les autres animaux, l'équipe du zoo et le public.